# دريقة سيشوانية
دريقة سيشوانية (الاسم العلمي:Aspidistra sichuanensis) هي نوع من النباتات تتبع جنس الدريقة من الفصيلة الهليونية. تم وصف هذا النوع من النبات علمياً لأول مرة من قبل كاي يونغ لانغ وجينغ ين جو سنة 1984.